# Dánjal Pauli Danielsen (1919-2010)
 Ikke at forveksle med Dánjal Pauli Danielsen (1913–1991).
Dánjal Pauli Danielsen, kendt som D.P. Danielsen, (født 2. december 1919 på Velbastaður, død 24. december 2010) var en færøsk kongsbonde og politiker (FF).
Han deltog tidlig i arbejdet på familiegården, som han senere overtog og drev som 14. generation. Han havde en længere landbrugsuddannelse fra Island. Danielsen var gift med en yngre søster til forfatteren Jørgen-Frantz Jacobsen.
Han var bestyrelsesmedlem i jordrådet Føroya Jarðarráð 1957–1975, hovedparten af tiden som formand. Han var også formand i elselskabet SEVs repræsentantskab 1963–1975 og bestyrelsesmedlem i Norðurlandahúsið 1980–1998 (med undtagelse af fire år). Selve realiseringen af Norðurlandahúsið var også i høj grad Danielsens værk, ved siden af Erlendur Paturssons pionerindsats.
Danielsen var dybt involveret i det organisatoriske arbejde i Fólkaflokkurin fra partiet fik en fastere struktur med en central ledelse midt i 1950erne. Han blev da deltidsansat som partiets første landssekretær, og blev siddende i stillingen indtil 1972. I midten af 1970erne var Danielsen et oplagt ministeremne for partiet, til trods for, at han aldrig var valgt til Lagtinget. Han var handels-, landbrugs- og kulturminister 1975–1979, derefter handels-, landbrugs- og skoleminister 1979–1981.
Han blev i 1994 tildelt Jacob Letterstedts nordiska förtjänstmedalj for sin indsats for nordisk samarbejde.